# Fregaty typu Bronstein
Fregaty typu Bronstein – amerykańskie fregaty przeznaczone do działań ZOP, najstarszy typ jednostek w klasyfikacji DE lat sześćdziesiątych XX wieku, jednocześnie ostatni wycofany ze służby w US Navy typ klasyfikacji DE, określany jako pre-Knox.
Okręty te uważane były za zbyt małe i zbyt wolne do oceanicznej służby jako jednostki zwalczania okrętów podwodnych, toteż wybudowano jedynie dwie jednostki tego typu "Bronstein" oraz "McCloy". Obydwa okręty zbudowane zostały w stoczni Avondale Shipyard, odpowiednio: położenie stępki: 16 maja 1961 oraz 15 września 1961, wodowanie: 31 marca 1962 i 9 czerwca 1962, przyjęcie do służby: 16 czerwca 1963 oraz 21 października 1963, wycofanie ze służby: 13 grudnia 1990 i 14 grudnia 1990.
W 1993 roku oba okręty zostały sprzedane marynarce wojennej Meksyku i służą jako ARM „Hermenegildo Galeana” (F202) i ARM „Nicolás Bravo” (F201).